# تشيس إليوت
تشيس إليوت (بالإنجليزية: Chase Elliott)‏ هو سائق سيارة سباق أمريكي، ولد في 28 نوفمبر 1995 في داوسونفيل في الولايات المتحدة.

## وصلات خارجية
- الموقع الرسمي
- تشيس إليوت على موقع Racing-Reference.info (الإنجليزية)
- تشيس إليوت على موقع DriverDB.com (الإنجليزية)